# Hans-Rudolf Wenk
Hans-Rudolf Wenk (* 25. Oktober 1941 in Zürich) ist ein Schweizer Mineraloge und Geophysiker.

## Leben und Werk
Wenk, der Sohn von Eduard Wenk, studierte Geologie und verwandte Fächer in Basel und der Universität Zürich, an der er 1965 in Kristallographie promoviert wurde. Als Post-Doktorand war er 1966/67 an der University of California, Los Angeles bei David T. Griggs und war danach an der Fakultät der University of California, Berkeley, wo er Professor wurde.
Er ist bekannt für Textur-Analyse von Mineralien in Gesteinen unter dem Elektronenmikroskop. Dabei klärte er die Ursachen für die unterschiedliche Ausbreitungsgeschwindigkeit seismischer Wellen in Erdkern und Mantel, die sich aus der Orientierung der Minerale (ihrer Textur) ergeben und Folge von Rekristallisationsprozessen sind. Das führt dazu, dass seismische Wellen im Eisen des Erdkerns schneller parallel zu den Polen als senkrecht zur Polachse sind (wozu Wenk Hochdruckexperimente ausführte). Rekristallisationen liegen auch der Plastizität des Mantels (Konvektionsströme im oberen Mantel) zu Grunde, ebenfalls mit Auswirkung auf die seismischen Geschwindigkeiten: sie sind zehn Prozent schneller senkrecht zu den mittelozeanischen Rücken als parallel dazu, was auch zur Bildgebung der Prozesse im oberen Mantel benutzt wird (Teleseismic Imaging). Er benutzt unterschiedliche elektronenmikroskopische Verfahren, Neutronenbeugung und Synchrotronstrahlung als Röntgenquellen und entwickelte für die Analyse umfangreiche Computerprogramme (BEARTEX).
Er erhielt den Humboldt-Forschungspreis und war Gastwissenschaftler in Frankfurt, Hamburg, Kiel, Lyon, Metz, Perugia, Hiroshima und der Nanjing University. 2010 erhielt er die Abraham-Gottlob-Werner-Medaille in Silber.
Er ist passionierter Bergsteiger.

## Schriften
- Herausgeber: Electron Microscopy in Mineralogy, Springer 1979
- mit U. Fred Cocks, Carlos Roberto Tomé: Texture and Anisotropy. Preferred Orientation in Polycrystals and their Effect on Material Properties, Cambridge University Press 1998
- Herausgeber: Preferred orientation in deformed metals and rocks : an introduction to modern texture analysis, Academic Press 1985
- mit Andrei Bulakh: Minerals. Their constitution and origin, Cambridge UP 2004